# Nicole Scherzinger
Nicole Prascovia Elikolani Valiente Scherzinger, ou simplement Nicole Scherzinger, née le 29 juin 1978, est une chanteuse, danseuse, parolière et actrice américaine d'origine hawaïenne.
Elle se fait remarquer à la suite de sa victoire au télé-crochet musical Popstars mais c'est grâce au groupe The Pussycat Dolls qu'elle acquiert une notoriété mondiale. Elle a sorti trois albums solo : Her Name is Nicole (2007), Killer Love (2011) et Big Fat Lies (2014).
Elle entame, parallèlement, une carrière à la télévision. Elle est notamment juge de divers télé crochet tels que The Sing-Off et The Masked Singer. Depuis 2011, elle intervient, de manière régulière, en tant que juge de l'émission The X Factor.
Elle remporte la saison 10 de Dancing with the Stars (2010) avec son partenaire Derek Hough. Sa performance dans la comédie musicale Cats (2015) lui vaut une nomination pour un Laurence Olivier Awards. En 2017, elle est à l'affiche du téléfilm Dirty Dancing, un remake du film éponyme.

## Biographie

### Jeunesse et débuts
Nicole Scherzinger naît à Honolulu dans l'État d'Hawaï  le 29 juin 1978, d'un père philippin et d'une mère russo- hawaïenne . Elle a une sœur Keala.
Enfant, elle est attirée par le monde du spectacle et assiste à de nombreuses représentations.
Adolescente, elle suit des cours d'arts du spectacle. À l'âge de 14 ans, elle participe à sa première pièce, dans l'Actors Theatre of Louisville de Louisville (Kentucky). À la Wright State University de Dayton (Ohio) lui sont enseignés le théâtre et la danse. Elle décroche des rôles tout en gagnant sa vie en tant que mannequin.

### Carrière

#### Révélation musicale: dePopstarsaux Pussycat Dolls

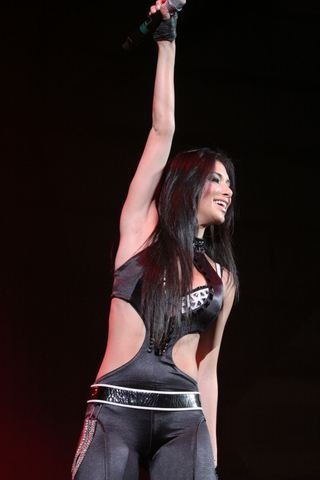
En tournée avec les Pussycat Dolls, en 2006.

En 1999, Nicole apprend que le groupe Days Of The New recherche une chanteuse. Elle enregistre alors des maquettes avec Travis Meeks (en). Peu après, le producteur du groupe, Scott Litt, la fait venir à Los Angeles : elle y enregistre le deuxième album avec eux, puis tout le groupe part en tournée,. La série de concerts terminée, elle se met à travailler à sa musique.
Elle se présente en 2001 au concours Popstars à Chicago dans le but de former un girl group et remporte la compétition. À ses débuts, le groupe Eden's Crush fait sensation. Elles passent un peu plus d'un an ensemble et se produisent notamment sur scène avec *NSYNC et Jessica Simpson. À la fin de l'année, émanant d'une décision du label, le groupe est finalement dans l'obligation de se séparer, faute de ventes suffisantes. Will.i.am qui a alors remarqué Nicole, l'approche et lui propose de rejoindre son groupe The Black Eyed Peas mais son petit ami de l'époque l'en dissuade et la place revient donc à la chanteuse Fergie.
Elle entame, parallèlement à ses divers projets, une carrière d'actrice, elle décroche des rôles mineurs dans des films comme Chasing Papi avec Sofía Vergara et Roselyn Sánchez ou encore la comédie L'amour n'a pas de prix avec Christina Milian. Elle apparaît également, à la télévision, pour des petits rôles, dans des séries télévisées comme Sabrina, l'apprentie sorcière, deux épisodes de Ma famille d'abord dans laquelle elle séduit Damon Wayans puis un épisode d'Half and Half.
Elle apprend en 2003, que Robin Antin cherche des chanteuses pour former un groupe de filles. Jimmy Iovine et Ron Fair, deux célébrités de l'industrie américaine de la musique, sont impliqués dans le projet pour rechercher les perles rares. Elle passe faire un show a cappella, sa prestation impressionne les producteurs, puis elle se voit confier le rôle de chanteuse principale des Pussycat Dolls, aux côtés de Melody Thornton, Carmit Bachar, Ashley Roberts, Jessica Sutta et Kimberly Wyatt. C'est ainsi qu'elle accède à la notoriété et se fait connaître du grand public, de 2005 à 2010.
Elle sort trois albums à succès avec ce groupe : PCD en 2005, Doll Domination en 2008 et Doll Domination 2.0 en 2009.
Pour PCD, elle est la seule à avoir des crédits d'écriture. Le premier single Don't Cha permet au groupe de percer internationalement. L'album donne également naissance à d'autres grands succès comme Stickwitu et Buttons. Le succès est tel que le groupe décroche une nomination pour le Grammy Awards de la meilleure performance pop par un duo ou un groupe,,.

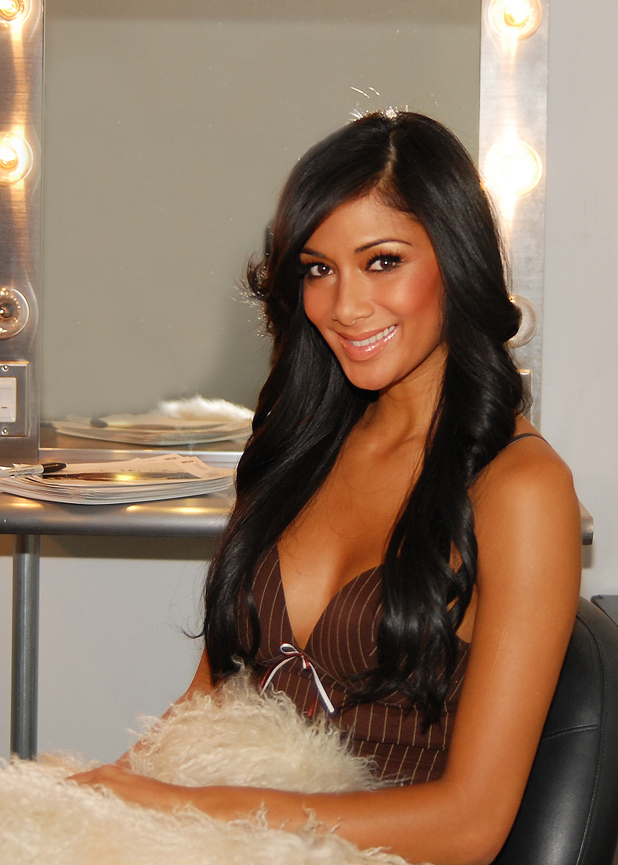
Photographiée en 2007.

Parallèlement à cet engouement, elle continue de travailler sur sa propre musique. Elle sort un duo avec Sean Combs, Come to Me qui devient le premier hit solo de Scherzinger sur le Billboard Hot 100. Galvanisée par ce succès, elle travaille alors sur son premier album solo Her Name is Nicole qui doit sortir le 7 novembre 2007 mais qui est repoussé de nombreuses fois. Whatever U like en collaboration avec le rappeur T.I. est le premier single US alors que Baby Love a été choisi comme premier single pour l'Europe. Whatever U Like a été un flop aux États-Unis, puis vint Baby Love feat. Will.i.am qui ne séduit pas non plus le public européen. La maison de disque prend alors la décision d'annuler l'album. La majorité des morceaux que Nicole avait enregistré seule est alors réattribué au second opus des Pussycat Dolls, Doll Domination,,.

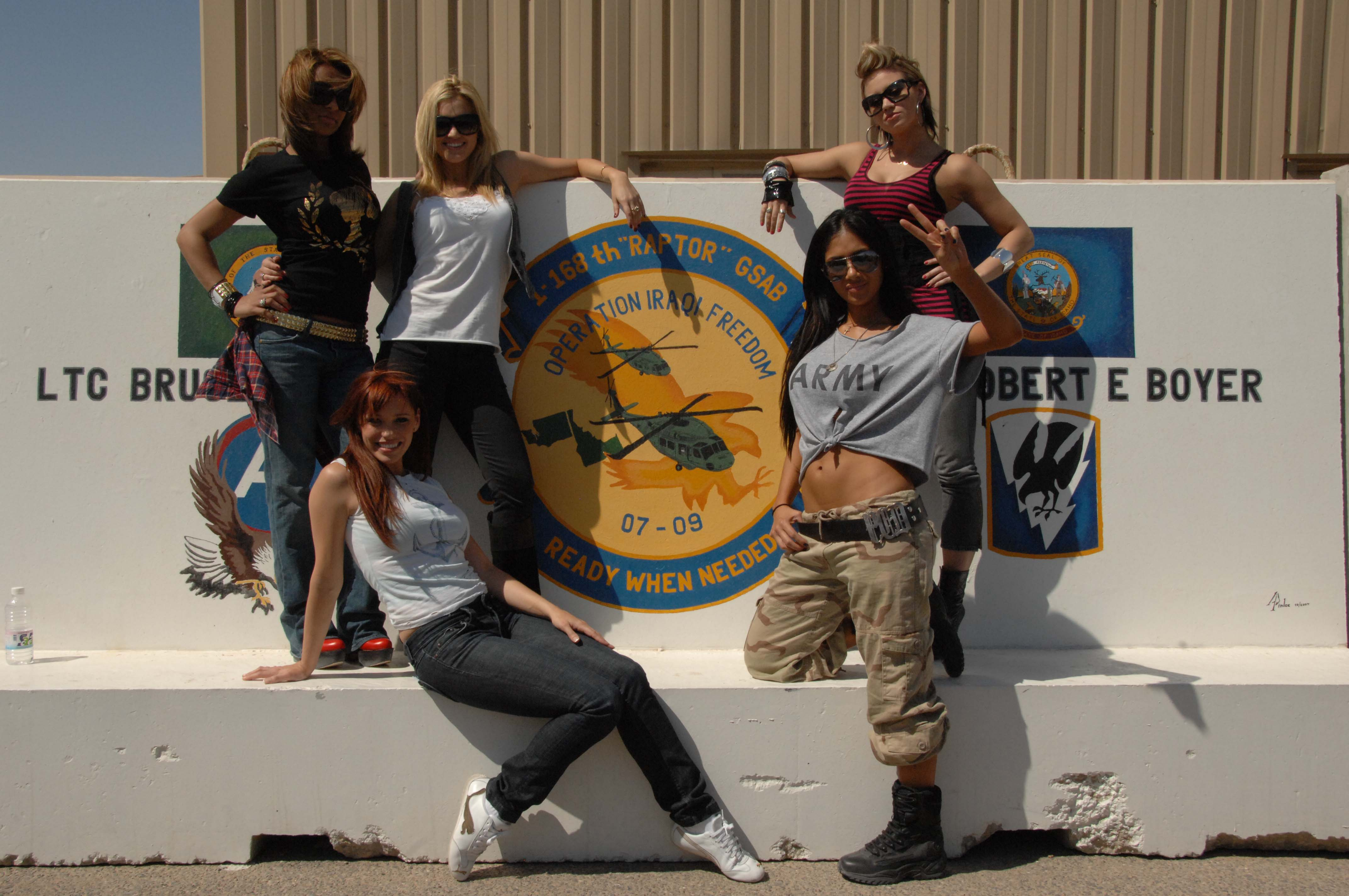
Les Pussycat Dolls en 2008.

Doll Domination sort en 2008 et atteint la quatrième place du Billboard 200. Il inclut les singles à succès : When I Grow Up, I Hate This Part, à l'origine enregistrées en solo pour l'album de Scherzinger. L'année d'après, le groupe se lance dans une tournée mondiale. Durant ce marathon, Nicole Scherzinger est invitée à réécrire la version pop du titre Jai Ho du film Slumdog Millionaire. La chanson est ensuite commercialisée avec pour crédits : Allah Rakha Rahman feat. The Pussycat Dolls & Nicole Scherzinger, provoquant une discorde interne au sein du groupe, ce qui n'empêche pas le titre d'être un franc succès.
En 2009, elle fait une apparition dans le premier épisode de Big Time Rush, puis, le 5 avril de cette même année, elle interprète America the Beautiful à Wrestlemania XXV, un grand show de catch aux États-Unis, devant plus de 75 000 spectateurs. Le 2 octobre 2009, elle participe à un concert du guitariste Slash (ex-Guns N'Roses) à Las Vegas. Quelques jours après, Nicole confirme qu'elle participera à une chanson de son premier album intitulé Slash, sorti en avril 2010. Le titre de cette chanson est Baby Can't Drive interprétée en duo avec Alice Cooper et qui compte également la participation de Flea et Steven Adler.
Parallèlement, elle devient membre du jury de l'émission de télé-crochet musical The Sing-Off diffusée sur le réseau NBC. Elle rempile pour la seconde saison avant de finalement laisser sa place à Sara Bareilles pour la troisième saison.

#### Carrière solo, télé-crochets et télévision

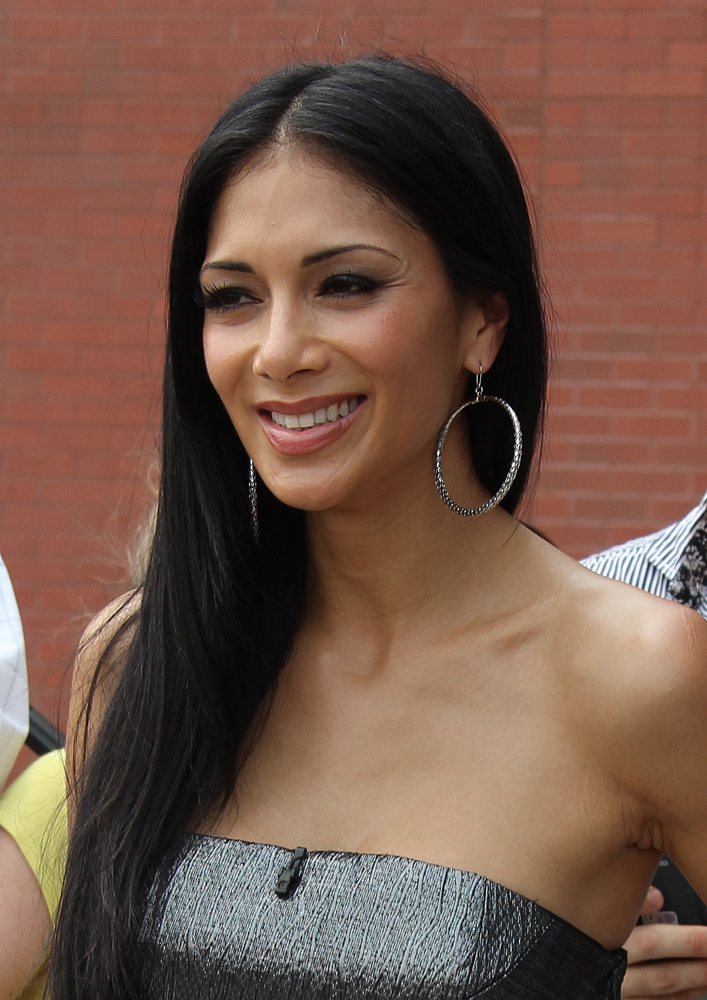
Lors des auditions pour The X Factor dans le New Jersey, en 2011.

En 2010, des rumeurs de séparation des Pussycat Dolls commencent à être publiées dans la presse. Durant l'été, Jessica Sutta, Ashley Roberts, Melody Thornton et Kimberly Wyatt quittent officiellement le groupe. Nicole annonce à Robin Antin son départ du groupe quelques semaines après le départ des autres, ne souhaitant pas rester malgré la ferme intention de Robin Antin d'embaucher de nouveaux membres.
Entre mars et mai 2010, elle participe et remporte la saison 10 de Dancing with the Stars avec son partenaire de danse Derek Hough. L'émission est diffusée sur ABC depuis 2005, et elle a dû affronter comme autres célébrités Pamela Anderson, Shannen Doherty ou encore Buzz Aldrin. Elle profite de cette visibilité pour montrer et partager une autre facette de sa personnalité, souhaitant se détacher de l'image de "la fille des Pussycat Dolls".
Entre-temps, elle rencontre le succès avec une ballade pop, Heartbeat, une chanson d'Enrique Iglesias présente sur l'album Euphoria sorti le 5 juillet 2010. Puis, elle joue dans une version moderne de la comédie musicale Rent, réalisée par Neil Patrick Harris qui lui vaut les éloges de la critique.
La fin officielle du groupe l'encourage enfin à dévoiler ses premiers solos : notamment l'album Killer Love, avec le label Interscope en 2011, certifié disque d'or[source insuffisante], dont le premier single Poison (produit par le célèbre RedOne) s'est vendu à plus de 220.000 exemplaires. De cette ère est également issu le morceau pop Don't Hold Your Breath, certifié disque de platine en Australie, vendu à plus de 430 000 exemplaires au Royaume-Uni (ou il atteint la première place des charts) et à près de 90.000 exemplaires aux États-Unis. Elle renouvellera un succès similaire, avec le titre estival Right There en duo avec le rappeur 50 Cent.

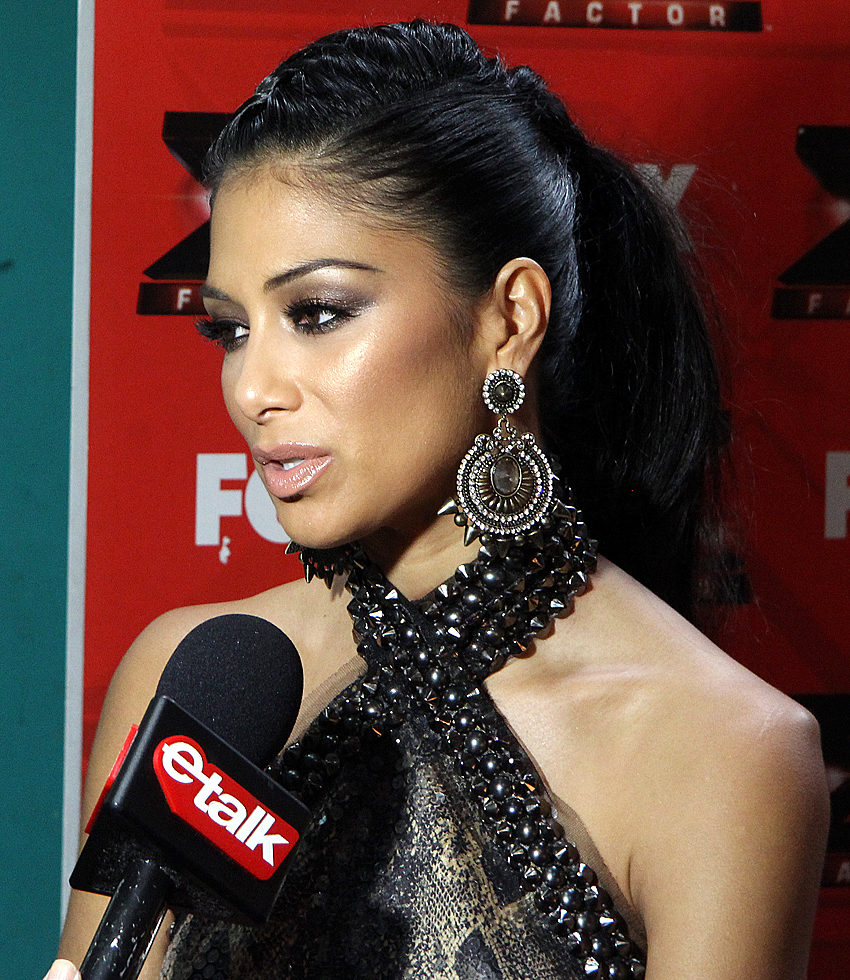
En promo pour The X Factor, en 2011.

À la rentrée 2011 elle fait partie du jury de la première saison de la version américaine de The X Factor diffusé sur la FOX, en remplacement de Cheryl Cole qui n'a pas convaincu aux premières auditions. Cheryl Cole avait été membre du jury de la version anglaise entre 2008 et 2010, après avoir remporté la version anglaise de Popstars en 2002, tandis que Nicole Scherzinger en avait remporté la version américaine en 2001 et avait auparavant participé en tant que juge invitée à la version anglaise de la 7e saison de The X-Factor. Elle reçoit des menaces de mort à la suite de l'élimination d'une candidate fortement appréciée par le public, Rachel Crow mais emmène l'un de ses candidats jusqu'en finale,,. Elle n'est cependant pas reconduite pour la saison 2 de la version américaine, tout comme Paula Abdul, elles sont remplacées par Britney Spears et Demi Lovato.
Elle profite cependant de la diffusion de cette émission populaire, pour sortir une réédition de son album qui inclut des nouveaux titres comme le son dance Try With Me. En décembre 2011, elle livre une performance acclamée par les critiques au Royal Variety en chantant de l'opéra. Elle poursuit ensuite une tournée de plusieurs dates à travers les États-Unis.
À partir d'août 2012, elle est à nouveau juge invitée dans la version anglaise de la 9e saison de The X-Factor, avant d'être engagée pour remplacer Kelly Rowland au poste du juge. Elle participe à la révélation, au grand public, du chanteur James Arthur. La même année, elle décroche un rôle mineur de méchante dans le blockbuster Men in Black 3 donnant la réplique à Jemaine Clement, ce qui lui vaut une citation pour un Teen Choice Awards.
En 2013, elle sort un single pop intitulé Boomerang annonciateur d'un troisième album. Finalement, le titre ne bénéficie pas d'une importante commercialisation et se vend uniquement en Angleterre et en Irlande. Cette même année, elle continue d'enchaîner les collaborations sur plusieurs titres notamment Far Away from Home avec will.i.am, Missing You avec Alex Gaudino ainsi que Io Ti Penso Amore avec David Garrett et enfin Memory avec Il Divo.
En 2014, est finalement sélectionné le titre estival Your Love comme introduction à son troisième album solo nommé Big Fat Lie, chez RCA Records. Cet album est cependant un échec commercial retentissant en dépit d'une réception critique plutôt favorable,,,. Suivront néanmoins, les singles Run, On the Rocks et Bang avant qu'elle ne soit remerciée par la maison de disques,.
Entre-temps, elle joue son propre rôle dans un épisode de la série télévisée Mixology et séduit la critique dans la comédie musicale Cats. Une prestation qui lui vaut une citation pour le Laurence Olivier Awards de la meilleure actrice dans un second rôle. Cette récompense majeure est un équivalent britannique des Molières français ou des Tony Awards américains. En 2015 également, elle participe et remporte l'émission de variétés I Can Do That ou six célébrités doivent s'affronter sur différentes prestations scéniques. Elle profite de cette victoire pour sortir le titre Electric Blue qui lui permet de retrouver le rappeur T.I..
En 2016, elle donne de la voix pour le film d'animation à succès Vaiana : La Légende du bout du monde puis, elle collabore à nouveau avec Will.i.am pour le titre Mona Lisa Smile ainsi qu'avec son groupe The Black Eyed Peas pour le morceau #WHEREISTHELOVE. La même année, elle participe au titre décalé Papi de et avec Todrick Hall et fait son retour en tant que coach de The X Factor (Royaume-Uni) permettant à son candidat, Matt Terry de remporter la compétition.
En 2017, elle joue un second rôle dans le téléfilm Dirty Dancing aux côtés d'Abigail Breslin, il s'agit de l'adaptation télévisuelle du film culte Dirty Dancing, de 1987. Elle incarne le personnage de Penny, joué à l'origine par Cynthia Rhodes. Ce téléfilm est laminé par la critique mais l'interprétation de Scherzinger y est saluée.

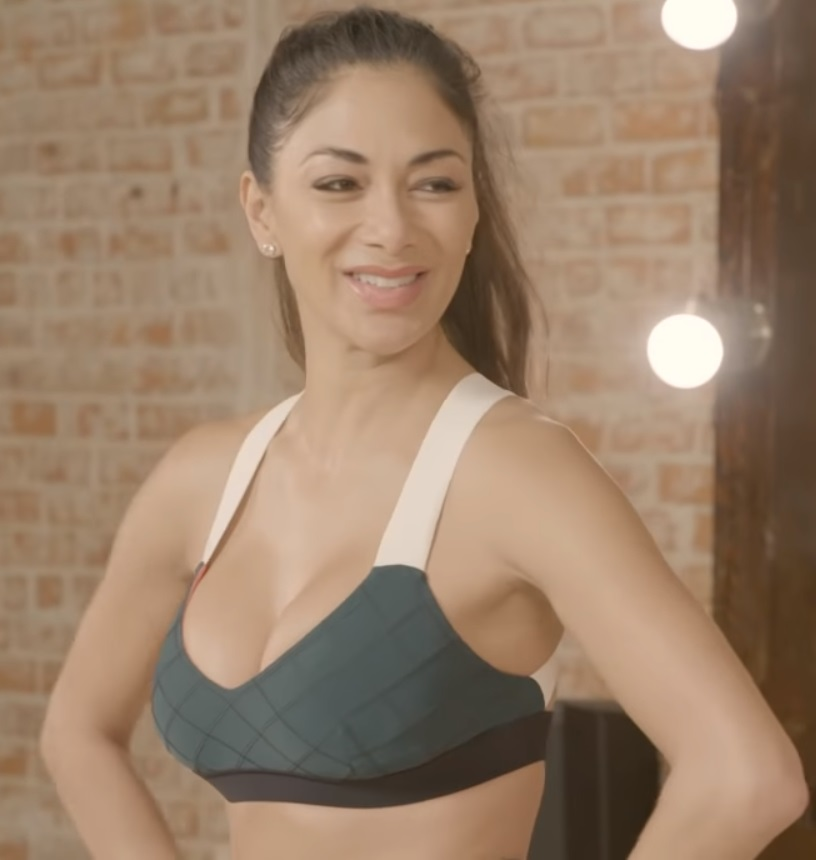
En 2018, dans une émission pour le réseau MTV.

En fin d'année 2018, elle est fortement pressentie pour jouer la trapéziste Anne Wheeler, dans l'adaptation en comédie musicale du film The Greatest Showman. Elle reprendrait ainsi le rôle joué dans le long-métrage par Zendaya,. La même-année, après avoir été écartée de son fauteuil de juge dans X Factor UK, elle se tourne vers une nouvelle émission musicale produite par la FOX, The Masked Singer, présentée par Nick Cannon, elle est membre du jury aux côtés de Jenny McCarthy, Ken Jeong et Robin Thicke,,,.
Aussi, elle prête de nouveau sa voix pour les besoins d’un film d'animation attendu, Ralph 2.0. Il s'agit du 141e long-métrage d'animation et le 57e « Classique d'animation » des studios Disney. Elle rejoint ainsi une large distribution de personnalités du milieu du divertissement comme John C. Reilly, Gal Gadot, Taraji P. Henson, Jane Lynch, Alfred Molina, Ed O'Neill et beaucoup d'autres.

#### Retour des Pussycat Dolls
Toujours en 2019, elle intègre le jury d’Australia's Got Talent, pour la 9e saison, et elle fait son retour, aux côtés de Louis Walsh, au sein des membres du jury d'X Factor,, pour une saison spéciale rassemblant des célébrités.
En fin d'année, après des mois de rumeurs, elle officialise le come-back des Pussycat Dolls. Le girls band américain fait, dans un premier temps, son grand retour par une tournée au Royaume-Uni à partir du printemps 2020,,. La promotion de ces retrouvailles commence par une performance live remarquée durant la finale d'X Factor,. C'est le single React qui amorce ce retour. Un titre pop et sensuel commercialisé le 7 février 2020,.

#### Sunset Boulevardet débuts à Broadway
En 2023, Scherzinger collabore avec la rock star japonaise Yoshiki pour interpréter « I'll Be Your Love » dans le film documentaire Yoshiki: Under the Sky.
Scherzinger revient dans le West End en incarnant Norma Desmond dans la reprise de Sunset Boulevard en 2023 au Savoy Theatre. Sa performance est saluée par la critique ; Matt Wolf du New York Times salue sa performance comme « déterminante pour sa carrière », écrivant : « Scherzinger trouve dans le personnage une allure prédatrice qui est à la fois captivante et effrayante. ». Pour sa performance dans le West End, Scherzinger reçoit le Evening Standard Theatre Award 2023 de la meilleure performance musicale et le Laurence Olivier Award 2024 de la meilleure actrice dans une comédie musicale. En 2024, elle fait ses débuts à Broadway dans le même rôle lors du transfert de la production au St. James Theatre. Le 16 juin 2024, Scherzinger interprète "What I Did for Love" (A Chorus Line)  pour accompagner la séquence In memoriam lors des 77e cérémonie des Tony Awards. Le 8 juin 2025, elle remporte le Tony Award de la meilleure actrice dans une comédie musicale pour son rôle dans Sunset Boulevard. Lors de la cérémonie des 78e cérémonie des Tony Awards, elle interprète sur la scène du Radio City Music Hall de New York le titre As If We Never Said Goodbye.

## Vie privée
En 1999, elle fréquente le producteur Nick Cannon.
En mai 2008, Nicole Scherzinger commence à fréquenter le pilote automobile britannique Lewis Hamilton, qu'elle a rencontré l'année précédente lors des MTV Europe Music Awards,. Après une première rupture en janvier 2010, ils se réconcilient le mois suivant. Une nouvelle rupture survient en octobre 2011,, mais le couple se reforme au mois de janvier 2012,,. Après une troisième séparation en juin 2013, le couple se reforme en octobre 2013,.
Elle a créé sa propre ligne de vêtements en partenariat avec l'entreprise Missguided. Elle est également égérie de la marque Proactiv +.
En 2013, elle se fait remarquer pour son engagement dans de nombreuses organisations à but caritatif et solidaire. Elle est notamment nommée ambassadrice des Special Olympics. Elle affirme publiquement se sentir proche du combat mené par cet organisme car l'une de ses proches est atteinte de trisomie.
Le 4 février 2015, Nicole Scherzinger et Lewis Hamilton annoncent leur séparation définitive, le pilote de F1 ayant refusé d'épouser la chanteuse,.
En 2016, elle est en couple avec le tennisman Grigor Dimitrov. Ils se séparent en 2019.
En octobre 2019, son cousin est tué après avoir été heurté par une voiture en Floride. Nicole Scherzinger lance alors un appel à ses fans afin d'aider les autorités à retrouver le conducteur qui a pris la fuite,,.
En novembre 2019, elle fait la rencontre de l'ancien joueur de rugby devenu mannequin Thom Evans, sur le tournage de l'édition spéciale célébrités de The X Factor. En janvier 2020, ils officialisent leur relation durant la 77e cérémonie des Golden Globes,.

## Discographie

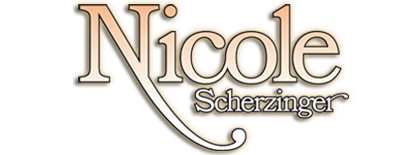
Logo de la chanteuse, en 2011.

Source,,,, :

### Albums avec les Pussycat Dolls
- 2005 : PCD
- 2008 : Doll Domination
- 2009 : Doll Domination 2.0

### Album solo
- 2007 : Her Name is Nicole
- 2011 : Killer Love
- 2014 : Big Fat Lie

### Singles avec Les Pussycat Dolls
- 2004 : Sway
- 2005 : Don't Cha avec Busta Rhymes
- 2005 : Stickwitu
- 2006 : Beep avec Will.i.am
- 2006 : Buttons avec Snoop Dogg
- 2006 : I Don't Need A Man
- 2006 : Wait A minute avec Timbaland
- 2008 : When I Grow Up
- 2008 : Whatcha Think About That feat. Missy Elliot
- 2008 : I Hate This Part
- 2009 : Bottle Pop avec Snoop Dogg
- 2009 : Jai Ho avec A. R. Rahman
- 2009 : Hush Hush Hush (I Will Survive)
- 2020 : React

### Singles solo
- 2007 : Whatever U Like avec T.I (1er single aux États-Unis)
- 2007 : Baby Love avec Will.i.am (1er single en Europe et 2e single aux États-Unis)
- 2007 : Super Villain (3e single prévu mais remplacé par Puakenikeni, produit par Akon. Puakenikeni est sélectionné par vote sur le site officiel de la chanteuse)
- 2009 : Hotel Room Service avec Pitbull
- 2010 : Nobody Can Change Me
- 2010 : Poison (produit par RedOne)
- 2010 : GoldenEye (pour les besoins du jeu vidéo GoldenEye 007 sortie en novembre 2010 sur Wii, elle reprend donc le tube chanté par Tina Turner en 1995)
- 2011 : Don't Hold Your Breath
- 2011 : Right There avec 50 Cent
- 2011 : Wet
- 2011 : Try With Me
- 2013 : Boomerang
- 2014 : Your Love
- 2014 : On The Rocks
- 2014 : Big Fat Lies
- 2014 : Run (1er single aux États-Unis)
- 2014 : Bang
- 2015 : Electric Blue

### Duos et collaborations
- 2003 : I'll Be Your Love (version anglaise) avec Yoshiki & the Tokyo City Philharmonic Orchestra
- 2004 : Breakfast in Bed
- 2005 : Supa Hypnotic avec Shaggy
- 2005 : Don't Ask Her That avec Shaggy
- 2005 : If U Can't Dance (Slide) avec Will Smith
- 2006 : You Are My Miracle avec Vittorio
- 2006 : Lie About Us
- 2006 : Come To Me avec P.Diddy
- 2007 : Scream avec Keri Hilson & Timbaland
- 2007 : Fire avec Young Buck & 50 cent
- 2007 : Papi Lover avec Daddy Yankee
- 2007 : Baby Love (en) avec Will.i.am
- 2007 : Whatever U Like avec T.I
- 2009 : Jai Ho ! (You Are My Destiny)  avec AR Rahman & The Pussycat Dolls
- 2009 : Hotel Room Service (Remix), avec Pitbull
- 2010 : Loving you avec Slash
- 2010 : By my Side avec Akon
- 2010 : Power's Out avec Sting
- 2010 : We Are the World 25 for Haiti
- 2010 : Baby Can't Drive avec Alice Cooper et Slash
- 2011 : Heartbeat avec Enrique Iglesias
- 2011 : Right There avec 50 Cent
- 2011 : Coconut Tree avec Mohombi
- 2012 : Fino All'Estasi avec Eros Ramazzotti
- 2013 : Far Away from Home avec will.i.am
- 2013 : Missing You avec Alex Gaudino
- 2013 : Io Ti Penso Amore avec David Garrett
- 2013 : Memory avec Il Divo
- 2015 : No Llores Por Mi Argentina avec Andrea Bocelli
- 2016 : Mona Lisa Smile avec Will.i.Am
- 2016 : Papi avec Todrick Hall
- 2016 : #WHEREISTHELOVE avec The Black Eyed Peas
- 2018 : Wings avec The Black Eyed Peas
- 2021 : She’s BINGO, (Avec. MC Blitzy, Luis Fonsi).

## Filmographie

### Cinéma

#### Longs métrages
- 2003 : Chasing Papi de Linda Mendoza : Miss Puerto Rico
- 2003 : L'amour n'a pas de prix de Troy Byer : Champagne Girl
- 2004 : Be Cool de F. Gary Gray : Pussycat Dolls
- 2010 : RENT at the Hollywood Bowl de Kenneth Shapiro : Maureen -directement sorti en vidéo-
- 2012 : Men in Black 3 de Barry Sonnenfeld : Lilly
- 2016 : Vaiana : La Légende du bout du monde de Ron Clements et John Musker : Sina (voix)
- 2018 : Ralph 2.0 de Phil Johnston et Rich Moore : La mère de Mo (voix)

### Télévision

#### Séries télévisées
- 2001 : Sabrina, l'apprentie sorcière : Pop Star (1 épisode)
- 2002 : Ma famille d'abord : Veronica Jones (2 épisodes - VF : Véronique Soufflet)
- 2002 : Half and Half : Jasmine (1 épisode)
- 2003 : Wanda at Large : Une Femme Magnifique (1 épisode)
- 2007 : Cane : Nicole (1 épisode)
- 2010 : How I Met Your Mother : Jessica Glitter (1 épisode)
- 2010 : Big Time Rush : elle-même (1 épisode)
- 2012 : Les Sorciers de Waverly Place : Vanessa  (1 épisode)
- 2014 : Mixology : elle-même (saison 1, épisode 5)

#### Téléfilms
- 2017 : Dirty Dancing de Wayne Blair : Penny Rivera

#### Télé crochets et émissions
- 2001 : Popstars USA (saison 1), candidate, vainqueur
- 2007 - 2008 : The Pussycat Dolls Present (saisons 1 et 2), présentatrice
- 2007, 2010, 2012–2013, 2016–2017, 2019-2020 : The X Factor UK
  - (saisons 4, 7 et 9), jurée invité
  - (saisons 9-10, 13-14), mentor et jurée
  - (édition célébrités 2019), mentor et jurée
  - (saison 16), mentor et jurée
- 2009 - 2010 : The Sing-Off (saisons 1 et 2), jurée
- 2010 : Dancing with the Stars (saison 10), candidate en duo avec Derek Hough, vainqueurs
- 2011 : The Factor US (saison 1), mentor et jurée
- 2013 : National Television Awards, présentatrice
- 2015 : Bring the Noise (saison 1), capitaine d'équipe
- 2015 : I Can Do That (saison 1), candidate, vainqueur
- 2016 : RuPaul's Drag Race (saison 2, épisode 4), jurée invitée
- 2017 : Lyp Sync Battle (saison 3, épisode 12), invitée spéciale
- 2019 : The Voice UK (saison 8, 2 épisodes), mentor
- Depuis 2019 : The Masked Singer (depuis la saison 1), jurée
- Depuis 2019 : Australia's Got Talent (depuis la saison 9), jurée

## Distinctions
Sauf indication contraire ou complémentaire, les informations mentionnées dans cette section proviennent de la base de données IMDb.

### Récompenses
- Asian Awards 2013 : Meilleure artiste musicale[104]
- Cosmopolitan Awards 2013 : Personnalité de télévision de l'année[105]
- Glamour Awards 2013 : Personnalité de télévision de l'année[106]
- Harvard Foundation Awards 2013 : Artiste de l'année[107]
- Behind the Voice Actors Awards 2017 : Meilleure performance vocale d'ensemble dans un film d'animation pour Vaiana : La Légende du bout du monde

### Nominations
- 49e cérémonie des Grammy Awards 2007 : meilleure prestation vocale pop d'un duo ou groupe pour Stickwitu avec les Pussycat Dolls[108]
- MTV Video Music Awards 2008 : Clip vidéo de l'année pour When I Grow Up avec les Pussycat Dolls
- 14e cérémonie des Teen Choice Awards 2012 : Meilleure voleuse de vedette dans un film pour Men in Black 3
- Laurence Olivier Awards 2015 : Meilleure actrice dans un second rôle pour la comédie musicale Cats[109]
- National Television Awards 2017 : Juge de télé crochet le plus populaire pour The X Factor